# Суперсерія Канада — СРСР (1972)
Суперсерія СРСР — Канада (НХЛ) 1972 (англ. Summit Series, Super Series; фр. Série du siècle) — серія з 8 товариських хокейних матчів між збірними СРСР і Канади які пройшли у 1972 році.

## Предумови
Зустрічі між радянськими і канадськими хокеїстами беруть свою історію з 1954 року, з матчів на чемпіонаті світу в Стокгольмі. З того часу неодноразово організовувалися турне збірної СРСР по Канаді і збірної Канади у СРСР. Проте, все це були ігри з аматорськими командами, в яких іноді виступали екс-професіонали з клубів НХЛ. У січні 1969 року збірна СРСР в турне по Канаді в 10 зустрічах здобула 10 перемог, причому 9 зустрічей були саме проти канадської збірної, в складі якої були лише хокеїсти аматори.
Після цих успіхів на рівні керівництва ІІХФ почало обговорюватися питання про участь професіоналів з Канади в чемпіонатах світу. Планувалося, що в 1970 році чемпіонат світу пройде в Канаді і в ньому зможуть взяти участь професійні гравці, але не з числа основних команд НХЛ. Причиною ставали відмінності у правилах гри, а 1969 року (ІІХФ) санкціонував зміну в хокейних правилах, які дозволяли вести силову боротьбу по всьому майданчику. Також Міжнародний олімпійський комітет був проти спільного виступу хокеїстів аматорів та професіоналів. І лише навесні 1972 року під час чемпіонату світу з хокею 1972 року в Чехословаччині, були досягнуті домовленість провести 8 матчів — по чотири в Канаді і в СРСР. Також зазначалося, що тренери в домашньому матчі отримають в своє розпорядження по 35 гравців, а в гостях — по 30, що на кожну гру можна буде виставляти по 19 хокеїстів, в тому числі двох воротарів. Домашні матчі канадці будуть грати в червоних сорочках, а гості — в білих, а в Москві — навпаки. Головним досягненням була можливість участі професійних хокеїстів (НХЛ) хоча участь їх була під питанням. У підсумку, влітку 1972 генеральний секретар Федерації хокею Канади Гордон Джукс на конгресі ІІХФ в Мамаї передав стартовий список гравців, де були тільки професіонали. В середині липня того ж року сторони остаточно домовилися, що ігри пройдуть у вересні.

## Підготовка до серії
Хокеїсти почали наполегливі тренування з 1 липня. Склад команди СРСР був оптимальний, у списки гравців СРСР не потрапив Анатолій Фірсов (триразовий олімпійський чемпіон — кращий бомбардир команди кінця 1960-х років), який відмовився грати під керівництвом Всеволода Боброва, який не взяв його на чемпіонат світу 1972 року.
У канадців зі складом виникли проблеми. В зв'язку з конфліктом між Національною хокейною лігою і Всесвітньою хокейною асоціацією не міг зіграти багаторічний лідер «Чикаго Блекгокс» Боббі Галл, один з найнебезпечніших канадських нападників, який на той момент вже підписав контракт з клубом ВХА «Вінніпег Джетс». Через аналогічної проблеми в збірну не потрапили Джеррі Чіверс, Жан-Клод Трамбле і Дерек Сендерсон. До тренувань збірна Канади вимушено приступила тільки в серпні.
Ситуація довкола товариської зустрічі підігрівалась журналістами, що спричинила великий резонанс. В Радянському Союзі дуже побоювалися цієї зустрічі через політичні мотиви і перед командою ставились цілі з обов'язковою перемогою над канадськими професіоналами. У Канаді навпаки впевненість у гравцях (НХЛ) і віра в їх хокейний геній була занадто перевищеною. Як признався Іван Курнуайе, «Всі нам розповідали: не хвилюйтеся, ви їх легко обіграєте. Тренувалися ми упівсили, по суті, до майбутніх зустрічей готувалися не кращим чином „

## Канада

### Перший матч
| 2 вересня 1972 |

| Канада                                                                         | 3 : 7 | СРСР |
| ------------------------------------------------------------------------------ | ----- | --- |
| Еспозіто (Маховлич, Бергман) 00:30 Хендерсон (Кларк) 06:20 Кларк (Елліс) 48:22 |       | 11:40 Зимін (Якушев) 17:28 Петров (Михайлов, мен.) 22:40 Харламов (Мальцев), 30:18 Харламов (Мальцев) 53:22 Михайлов (Блинов) 54:37 Зимін 58:37 Якушев (Шадрін) |

| «Монреаль Форум» (Монреаль) Глядачів: 18 188 Арбітр: Лен Ганьон (США), Горд Лі (США) |

### Другий матч
| 4 вересня 1972 |

| Канада                                                                      | 4 : 1 | СРСР         |
| --------------------------------------------------------------------------- | ----- | ------------ |
| Еспозіто (Парк,) 27:14 Іван Курнуає 41:19 П.Маховлич 46:47 Ф.Маховлич 48:59 |       | 45:53 Якушев |

| «Мейпл Ліфс Гарденс» (Торонто) Глядачів: 16 485 Арбітр: Стів Даулінг (США), Френк Ларсен (США) |

### Третій матч
| 6 вересня 1972 |

| Канада | 4 : 4 | СРСР |
| ------ | ----- | ---- |
|        |       |      |

| «Вінніпег Арена» (Вінніпег) Глядачів: 9 800 Арбітр: Лен Ганьон (США), Горд Лі (США) |

### Четвертий матч
| 8 вересня 1972 |

| Канада | 3 : 5 | СРСР |
| ------ | ----- | ---- |
|        |       |      |

| «Пасифік Колізеум» (Ванкувер) Глядачів: 15 570 Арбітр: Лен Ганьон (США), Горд Лі (США) |

## СРСР

### П'ятий матч
| 22 вересня 1972 |

| СРСР | 5 : 4 | Канада |
| ---- | ----- | ------ |
|      |       |        |

| Палац спорту (Москва) Глядачів: 15 000 (3000 з них канадські вболівальники) Арбітр: Уве Дальберг (Швеція), Рудольф Батя (ЧССР) |

### Шостий матч
| 24 вересня 1972 |

| СРСР | 2 : 3 | Канада |
| ---- | ----- | ------ |
|      |       |        |

| Палац спорту (Москва) Глядачів: 15 000 (3000 з них канадські вболівальники) Арбітр: Франц Баадер (ФРГ), Йозеф Компалла (ФРН) |

### Сьомий матч
| 26 вересня 1972 |

| СРСР | 3 : 4 | Канада |
| ---- | ----- | ------ |
|      |       |        |

| Палац спорту (Москва) Глядачів: 15 000 (3000 з них канадські вболівальники) Арбітр: Уве Дальберг (Швеція), Рудольф Батя (ЧССР) |

### Восьмий матч
| 28 вересня 1972 |

| СРСР | 5 : 6 | Канада |
| ---- | ----- | ------ |
|      |       |        |

| Палац спорту (Москва) Глядачів: 15 000 (3000 з них канадські вболівальники) Арбітр: Рудольф Батя (ЧССР), Йозеф Компалла (ФРН) |

## Статистика
У складі збірної Канади виходили на лід представники таких клубів:
| Чемпіонат | Кількість гравців | Команда                |
| --------- | ----------------- | ---------------------- |
| НХЛ       | 6                 | «Монреаль Канадієнс»   |
| НХЛ       | 5                 | «Бостон Брюїнс»        |
| НХЛ       | 5                 | «Нью-Йорк Рейнджерс»   |
| НХЛ       | 5                 | «Чикаго Блекгокс»      |
| НХЛ       | 4                 | «Детройт Ред Вінгз»    |
| НХЛ       | 3                 | «Торонто Мейпл Ліфс»   |
| НХЛ       | 2                 | «Баффало Сейбрс»       |
| НХЛ       | 2                 | «Міннесота Норт-Старс» |
| НХЛ       | 1                 | «Філадельфія Флаєрс»   |

шість гравців які були заявлені у складі команди але не виходили на лід: (захисники) № 38 Браян Гленні; № 37 Жоселін Гевремон; № 32 Дейл Таллон; № 4 Боббі Орр; (нападники) № 34 Марсель Діонн; № 36 Рік Мартін.
У складі Збірна СРСР з хокею із шайбою виходили на лід представники таких клубів:
| Чемпіонат | Кількість гравців | Команда              |
| --------- | ----------------- | -------------------- |
| СРСР      | 13                | ЦСКА (Москва)        |
| СРСР      | 7                 | «Спартак» (Москва)   |
| СРСР      | 4                 | «Крила Рад» (Москва) |
| СРСР      | 2                 | «Динамо» (Москва)    |
| СРСР      | 1                 | СКА (Ленінград)      |

## Склади команд
| Н                                                 | Гравець         | Команда                | Проведено матчів |
| ------------------------------------------------- | --------------- | ---------------------- | ---------------- |
| Воротарі                                          |                 |                        |                  |
| 35                                                | Тоні Еспозіто   | «Чикаго Блекгокс»      | 4                |
| 1                                                 | Кен Драйден     | «Монреаль Канадієнс»   | 4                |
| 27                                                | Едді Джонстон   | «Бостон Брюїнс»        | -                |
| Захисники                                         |                 |                        |                  |
| 5                                                 | Бред Парк       | «Нью-Йорк Рейнджерс»   | 8                |
| 2                                                 | Гері Бергмен    | «Детройт Ред Вінгз»    | 8                |
| 17                                                | Білл Вайт       | «Чикаго Блекгокс»      | 7                |
| 25                                                | Гі Лапойнт      | «Монреаль Канадієнс»   | 7                |
| 3                                                 | Пет Степлтон    | «Чикаго Блекгокс»      | 7                |
| 23                                                | Серж Савар      | «Монреаль Канадієнс»   | 5                |
| 16                                                | Род Силінг      | «Нью-Йорк Рейнджерс»   | 3                |
| 24                                                | Дон Оурі        | «Бостон Брюїнс»        | 2                |
| 24                                                | Міккі Редмонд   | Детройт Ред Вінгз      | 1                |
| Нападники                                         |                 |                        |                  |
| 7                                                 | Філ Еспозіто    | «Бостон Брюїнс»        | 8                |
| 19                                                | Пол Гендерсон   | Торонто Мейпл Ліфс     | 8                |
| 28                                                | Боббі Кларк     | «Філадельфія Флаєрс»   | 8                |
| 14                                                | Іван Курнуає    | «Монреаль Канадієнс»   | 8                |
| 6                                                 | Рон Елліс       | Торонто Мейпл Ліфс     | 8                |
| 20                                                | Пітер Маховлич  | «Монреаль Канадієнс»   | 7                |
| 8                                                 | Род Жильбер     | «Нью-Джерсі Девілс»    | 6                |
| 27                                                | Френк Маховлич  | «Монреаль Канадієнс»   | 6                |
| 22                                                | Жан-Поль Парізе | «Міннесота Норт-Старс» | 6                |
| 18                                                | Жан Ратель      | «Нью-Джерсі Девілс»    | 6                |
| 15                                                | Денніс Галл     | «Чикаго Блекгокс»      | 4                |
| 9                                                 | Білл Голдсворті | «Міннесота Норт-Старс» | 3                |
| 33                                                | Жильбер Перро   | «Баффало Сейбрс»       | 2                |
| 14                                                | Вейн Кешмен     | «Бостон Брюїнс»        | 2                |
| 21                                                | Стен Микита     | «Чикаго Блекгокс»      | 2                |
| 15                                                | Ред Беренсон    | «Детройт Ред Вінгз»    | 2                |
| 11                                                | Вік Гетфілд     | «Монреаль Канадієнс»   | 2                |
| Тренерський штаб                                  |                 |                        |                  |
| Головний тренер:Гаррі Сінден Тренер:Джон Фергюсон |                 |                        |                  |

| Н                                                      | Гравець               | Команда              | Проведено матчів |
| ------------------------------------------------------ | --------------------- | -------------------- | ---------------- |
| Воротарі                                               |                       |                      |                  |
| 20                                                     | Владислав Третьяк     | ЦСКА (Москва)        | 8                |
| 1                                                      | Віктор Зінгер         | Спартак (Москва)     | -                |
| 27                                                     | Олександр Сидельников | «Крила Рад» (Москва) | -                |
| Захисники                                              |                       |                      |                  |
| 3                                                      | Володимир Лутченко    | ЦСКА (Москва)        | 8                |
| 7                                                      | Геннадій Циганков     | ЦСКА (Москва)        | 8                |
| 4                                                      | Віктор Кузькін        | ЦСКА (Москва)        | 7                |
| 2                                                      | Олександр Гусєв       | ЦСКА (Москва)        | 6                |
| 25                                                     | Юрій Ляпкін           | Спартак (Москва)     | 6                |
| 5                                                      | Олександр Рагулін     | ЦСКА (Москва)        | 6                |
| 6                                                      | Валерій Васильєв      | «Динамо» (Москва)    | 5                |
| 26                                                     | Євген Паладьєв        | Спартак (Москва)     | 3                |
| 14                                                     | Юрій Шаталов          | «Крила Рад» (Москва) | 2                |
| Нападники                                              |                       |                      |                  |
| 15                                                     | Олександр Якушев      | Спартак (Москва)     | 8                |
| 19                                                     | Володимир Шадрін      | Спартак (Москва)     | 8                |
| 16                                                     | Володимир Петров      | ЦСКА (Москва)        | 8                |
| 13                                                     | Борис Михайлов        | ЦСКА (Москва)        | 8                |
| 10                                                     | Олександр Мальцев     | «Динамо» (Москва)    | 8                |
| 22                                                     | В'ячеслав Анісін      | «Крила Рад» (Москва) | 7                |
| 17                                                     | Валерій Харламов      | ЦСКА (Москва)        | 7                |
| 18                                                     | Володимир Вікулов     | ЦСКА (Москва)        | 6                |
| 12                                                     | Євген Мішаков         | ЦСКА (Москва)        | 6                |
| 9                                                      | Юрій Блінов           | ЦСКА (Москва)        | 5                |
| 30                                                     | Олександр Волчков     | ЦСКА (Москва)        | 3                |
| 23                                                     | Юрій Лебедєв          | «Крила Рад» (Москва) | 3                |
| 27                                                     | Олександр Бодунов     | «Крила Рад» (Москва) | 3                |
| 11                                                     | Євген Зимін           | Спартак (Москва)     | 2                |
| 29                                                     | Олександр Мартинюк    | Спартак (Москва)     | 1                |
| 21                                                     | В'ячеслав Солодухін   | СКА (Ленінград)      | 1                |
| 8                                                      | В'ячеслав Старшинов   | Спартак (Москва)     | 1                |
| Тренерський штаб                                       |                       |                      |                  |
| Головний тренер: Всеволод Бобров Тренер: Борис Кулагін |                       |                      |                  |